# Pic rougeâtre
Veniliornis sanguineus
Espèce
Statut de conservation UICN

 LC  : Préoccupation mineure
Le Pic rougeâtre (Veniliornis sanguineus) est une espèce d'oiseaux de la famille des Picidae. Il peut être trouvé en Guyane, à Guyana et au Suriname.

## Description
Il mesure 13 cm et pèse 23 à 30 g. Son dos et son croupion sont cramoisi et la partie supérieure de son aile est rouge. La partie inférieure est brune. Le pic rougeâtre mâle a une couronne cramoisi, tandis que la femelle a une couronne brune. L’iris est de couleur châtaigne, le bec est gris pâle et les pieds sont gris. Le juvénile ressemble à l’adulte, mais est plus brun.

## Distribution
Il est endémique aux forêts côtières du nord de l’Amérique du Sud. On peut le trouver à Guyana, au Suriname et en Guyane.